# 住吉丸事件
住吉丸事件（すみよしまるじけん）は、朝鮮民主主義人民共和国によるスパイ事件（北朝鮮工作員の日本潜入事件）。1961年（昭和36年）7月15日、山形県警察摘発（検挙）。

## 概要
1961年7月15日の夜、山形県西田川郡温海町（現、鶴岡市）の海岸線を「夏の防犯パトロール」にあたっていた山形県警温海警察署員2名が、温海町役場裏手の岩陰に隠れている男性1名を発見し、職務質問したところ、男性は「自分は在日朝鮮人である」と答えたものの外国人登録証を携帯していなかったため、「外国人登録証不携帯罪」で逮捕した。
取り調べの結果、男性は北朝鮮から「住吉丸」と名付けられた漁船風の船に乗船して温海町沖合まで達したのち、ボートに乗り換えてもう1人の男とともに温海町の海岸に上陸したことが判明した。逮捕された男性は、自分は「大阪市生野区猪飼野町に住む山下孝太郎」であると答えた。本人は警察に対し、当初は「船長のK以下4人が乗船しており、山口県下関港を7月13日に出発して、秋田県下で魚を積んで帰る予定だったが、エンジンが故障したので、郵便局で電報を打つために上陸した」と供述した。しかし、
- 北朝鮮なまりの日本語を話すこと
- 船を整備するには近くに鼠ヶ関港や小岩川漁港、大岩川漁港があるのに港を避けたこと
- 上陸してボートに見張りを置いたこと
- わざわざ夜を選んで上陸したこと

などについて追及された結果、自身が北朝鮮の漁夫、桂明順（53歳）であることを認めた。
桂明順の自供によれば、桂はK船長から「日本から朝鮮に品物を運搬するが行かないか、月給の5倍の給料を払う。成功すれば日本紙幣で1万5千円をやる」と勧誘されたため、金銭につられて乗船したとし、7月12日、咸鏡南道洪原郡方東里から、同漁協の機帆船「住吉丸」（19トン）で、日本海を横断して山形県沖に向かったという。また、温海町の沖500メートルの地点に到ったのが15日の夜で、住吉丸はそこに停泊し、船長から「お前はボートから降りろ」と指示され、住吉丸から降ろされたボートがもう1人の朝鮮人（氏名不詳）を乗せて温海海岸に乗り付けたと自供した。警察では、桂明順のこうした供述から「桂はこれら一味の単なる使用人」と考えた。しかし、現代の感覚からすれば、工作員教育をまったく受けていない者を上陸させることがありうるのか疑問であり、最初の職務質問を受けた際も、桂はみずからの氏素性をまるで準備していたかのようによどみなく答えていることからみて、警察の追及は甘かったのではないかと考えられる。
桂明順逮捕後の7月23日、地元の漁師が「住吉丸」を目撃したと証言した。目撃者は、事件当日の15日夜7時過ぎ、自己所有の漁船に1人乗って温海漁港から温海川方面にエビ漁に出かけた帰途、夜9時半ごろに温海町役場裏手の不動岩の陰あたりで1本マストの白っぽい不審な船を視認したこと、その船は地元漁船とは異なり操舵室が高い位置にあり、船尾に網の巻上機など漁船としての設備がなかったこと、航行灯を消していたため、その大きさは不明瞭ながら20トン級前後の船とみられたことなどを証言した。
桂明順の供述では「住吉丸」からボートで海岸に乗り付けた人物はもう1人いたということであったが、この氏名不詳の朝鮮人こそ北朝鮮工作機関の案内人で、上陸後、桂が職務質問を受けている間に、彼にあたえられた本来の任務を遂げたとみられる。そして、その男は、目撃証言などによって、別のもう2人の男と温海町内で合流したことが判明した。
7月15日の早朝5時20分、上野発・秋田行きの急行列車「羽黒」に乗り、羽越本線あつみ温泉駅を降りた2人の男はあつみ温泉の旅館に到着、1人が小太りの重役タイプ、もう1人の方は身長が高かったという。2人はその日の昼間は外出することもなく、夜の8時過ぎに旅館を出た。そして、桂が取り調べを受けている間、温海町役場前の商店に3人の男が立ち寄り、ドライミルク、缶詰、ウイスキー、酒など2,500円相当の商品を購入し、また、このうちの2人は旅館にいた人物であることが確認された。このような捜査結果から、桂と一緒にボートで上陸した男は、旅館から出てきた男2人をボートに乗せ、住吉丸に乗り換えさせて日本から密出国させたものと考えられる。

## 影響
当該事件について、地元の「山形新聞」は数度にわたり後追い記事を出し、その詳細を報道したにもかかわらず、東京では事件の詳細を伝える記事はほとんどなく、後に出版される書籍でも取り上げられることがなかった。
ただし、警察庁では、従来は北朝鮮工作員の潜入・脱出がほとんど福井県の若狭湾以西に限られていたのが、西日本各地の警戒が厳重になったため、東北地方など北日本にも移動したものとみて日本海沿岸の各道県警察に対して、海上保安庁などとの連携を密にし、沿岸住民にも協力を要請し、沿岸監視体制を強化したうえで北朝鮮工作員の密出入国を徹底的に取り締まるよう指示した。